# A pingvinek szigete
A pingvinek szigete (francia nyelven L'Île des Pingouïns) 1908-as szatirikus regény, melyet Anatole France írt. Magyarra Bölöni György fordította 1910-ben.
Babits Mihály „hatalmas alkotás”-nak nevezte, amely „nagy szintézist kísérel meg,” és Az ember tragédiájához hasonlította; Kernstok Károly pedig azt írta róla, hogy „»A pingvinek szigete« tanított meg arra, hogy a világ dolgait történelmi távlatba helyezve szemléljem.” Laczkó Géza véleménye szerint viszont „A Pingvin sziget szerencsétlen óra szülötte," mert „politikai pártos szenvedéllyel megírt irány-regény nem is lehet
jó”. Varga József nem irányregénynek, hanem pamfletnek tartja, ami „a legjobb francia hagyományokból, a XVIII. század felvilágosítóinak szatirikus indulatából merített.” Dr. Szentgyörgyvölgyi Péter képviselő egy 2001-es parlamenti felszólalásában fantasztikus regényként határozta meg.
1978-ban L'exercice du pouvoir címmel film készült az alkotásból Philippe Galland rendezésében.

## Tartalma
A könyv Franciaország történetét mutatja be a kezdetektől az elképzelt jövőig, szatirikus formában. A mű nyolc része a francia történelem egy-egy fontos eseményét vagy személyiségét gúnyolják ki. A történet szerint a franciák Szent Maël által tévedésből megkeresztelt pingvinektől származnak. A könyv, amely Benedek Marcell szerint aránytalanul nagy részt szentel a Dreyfus-pernek, üzleti érdekből kirobbantott világháborúval végződik, amely után minden kezdődik elölről.
Tagolása
1. . könyv: A pingvinek eredete
2. . könyv: Az ősidők
3. . könyv: A középkor és a renaissance
4. . könyv: A modern idők. Trinco
5. . könyv: A modern idők. Chatillon
6. . könyv: A modern idők. A nyolcvanezer köteg széna ügye
7. . könyv: A modern idők. Madame Ceres
8. . könyv: A jövendő idők

## Magyarul
- A pinguinek szigete; ford. Bölöni György; Athenaeum, Bp., 1912
- A Pingvinek szigete; ford., utószó Bölöni György; Magvető, Bp., 1956
- A pingvinek szigete; ford. Bölöni György, utószó Bajomi Lázár Endre, jegyz. Szávai János; Európa, Bp., 1962